# Сильная и слабая типизация
Сильная и слабая типизация или строгая и нестрогая типизация — характеристика системы типов языка программирования, отражающая существенные ограничения на приведение типов при присваиваниях и операциях. Языки, в которых такие ограничения менее строгие, называют — слабо типизированными.
Впервые понятие введено в 1974 году Лисков и Зиллесом в работе по Клу, назвавшими сильно типизированными языки, в которых «при передаче объекта из вызывающей функции в вызываемую тип этого объекта должен быть совместим с типом, определённым в вызываемой функции». В контексте такого определения «в сильно типизированном языке всякая ячейка данных будет иметь уникальный тип и всякий процесс будет провозглашать свои требования по взаимосвязи в терминах этих типов». Другое определение дал Лука Карделли, связавший сильную типизацию со своей концепцией полнотипового программирования: система типов называется «сильной», если она исключает возможность возникновения ошибки согласования типов времени выполнения, иными словами, обеспечивающей типобезопасность (отсутствие неконтролируемых ошибок приведения типов времени выполнения) на уровне языка. 
Выбор подхода к ограничениям при преобразованиях типов при разработке языка программирования — продукт множества решений и компромиссов, и о сильной или слабой типизации обычно говорят лишь в сравнении между разными системами типов и не всегда в формальном смысле. Более точно языки характеризуются наличием или отсутствием безопасности согласования типов и безопасности доступа к памяти, а также характерным временем осуществления такого контроля (в статике или в динамике).

## Примеры
Яркими примерами языков со слабой типизацией являются языки семейства Си и C++. Их характерными чертами являются понятия приведения типов и каламбуров типизации. Эти операции поддерживаются на уровне компилятора и часто вызываются неявно. Операция reinterpret_cast в C++ позволяет представить элемент данных любого типа как принадлежащий любому другому типу при условии равенства длины их низкоуровневой реализации (битового представления) и изменить его состояние образом, недопустимым для исходного типа. Неосторожное использование таких операций нередко является источником крахов программ. Несмотря на это, в учебной литературе по C++ его система типов описывается как «сильная», что, с учётом определения Карделли можно интерпретировать как «более сильную, чем в Си».
В противоположность этому, в языках, типизированных по Хиндли — Милнеру, понятие о приведении типов отсутствует в принципе. Единственным способом «преобразовать» тип является написание функции, которая алгоритмически строит значение требуемого типа на основе значения исходного типа. Для тривиальных случаев, таких как «преобразование» целого без знака в целое со знаком и наоборот, такие функции обычно входят в состав стандартных библиотек. Наиболее часто используемым случаем такого рода функций являются специальные определяемые функции с пустым телом, называемые конструирующими функциями или просто конструкторами.
При этом система типов Хиндли — Милнера обеспечивает чрезвычайно высокий показатель повторного использования кода за счёт параметрического полиморфизма. Сильная, но неполиморфная система типов может затруднить решение многих алгоритмических задач, как это было отмечено в отношении Паскаля.
Есть мнение[чьё?], что сильная типизация является непременным элементом обеспечения надёжности разрабатываемых программных средств. При правильном применении (подразумевающем, что в программе объявляются и используются отдельные типы данных для логически несовместимых значений) она защищает программиста от простых, но труднообнаруживаемых ошибок, связанных с совместным использованием логически несовместимых значений, возникающих иногда просто из-за элементарной опечатки.
Подобные ошибки выявляются ещё на этапе компиляции программы, тогда как при возможности неявного приведения практически любых типов друг к другу (как, например, в классическом Си) эти ошибки выявляются только при тестировании, причём не все и не сразу, что порой очень дорого обходится на этапе промышленной эксплуатации.
Слабая типизация является типичным решением для языков с динамической типизацией, но в некоторых случаях для динамических языков используется сильная система типов (например, в Python).
Примером языка с крайне строгой типизацией является Ада — в нём приведение типов в принципе невозможно, разные типы изначально считаются несовместимыми (уникальная типизация). Бестиповые языки (различные ассемблеры, Форт, Рефал) можно отнести к другой крайности — в них какой-либо контроль типов отсутствует полностью, вплоть до отсутствия самого понятия типа.